# Vaudeville
Vaudeville var i 1700-tallet betegnelsen for et sangnummer, som udgjorde finalen i et skuespil. Et eksempel findes i Wessels Kærlighed uden strømper.
Denne betydning af "vaudeville" var forældet, da Johan Ludvig Heiberg – inspireret af teaterindtryk i Paris i 1820'erne – fornyede Det kongelige Teaters repertoire med et antal lystspil, hvori dialogen veksler med sange til populære melodier, fx Aprilsnarrene (1826) og Nei. Heiberg betegnede disse stykker "vaudeviller". Hostrups komedier videreførte traditionen uden at beholde betegnelsen.
Oprindelsen til ordet "vaudeville" er uvis, men forklares iblandt med de franske ord voix de ville (= byens stemme). En anden acceptabel etymologi er stednavnet Vau de Vire, en dal i Normandiet, der fra middelalderen af var kendt for sine satiriske sange om aktuelle emner.  I dag bruges ordet "vaudeville" om "varieté" i USA.
Heibergs vaudeviller blev jævnligt opført på Det Kongelige Teater, ofte med Johanne Luise Heiberg i vigtige roller. I Norge var Henrik Wergeland (1808–45) ret kritisk til de heibergske vaudeviller. Fra digtet Paa en Kirkegaard i hans lyriske debut:
Min Harpes Sprog / bliver kun en Monolog:
Ingen skatter, Ingen fatter / det for Vaudeville-latter.
Vaudeville kunne være ret dristig. De fem søstre  Lona,  Sophia,  Inger,  Olga og Gertrude Barrison var alle født i København, men udvandrede til USA i 1886. Især havde de succes med et nummer, hvor de spurgte publikum "Do you want to see my pussy?" og når publikum svarede ja, løftede søstrene skørterne og afslørede, at alle havde hver sin kattekilling gemt i undertøjet. Andre dyr gjorde også succes i vaudeville, som Houdinis elefant Jennie og hendes forsvindingsnummer.
Efter 1920 blev interessen for vaudeviller gradvis overtaget af film, radio og fjernsyn. En lang række senere filmstjerner - som Mae West og Al Jolson - blev hentet fra vaudeville-scenen. Vaudeville i USA på 1800- og tidligt 1900-tal indeholdt ofte minstrel shows, komiske musiknumre og anden underholdning, hvor hvide og farvede artister optrådte med overdreven blackface-sminke, dvs. udklædt som karikerede "negre".

## Ekstern henvisning
Jens Kr. Andersen om Heibergs vaudeviller i
Arkiv for Dansk Litteratur Arkiveret 23. oktober 2005 hos  Wayback Machine
- Wikimedia Commons har flere filer relateret til Vaudeville